# Зерде (журнал)
Зерде́ (каз. зерде — интеллект) — казахстанский ежемесячный научно-популярный журнал, издающийся на казахском языке.
Первый номер вышел в 1960 году под названием «Билим жане енбек» (каз. «Білім және еңбек» — «Знание и труд»). Первым редактором был Камал Смаилов. Журнал знакомит читателей с новостями науки и образования.

## История
Ежемесячный казахскоязычный журнал «Билим жане енбек» («Знание и труд») начинает выходить с января 1960 года. Инициаторами издания стали казахстанские отделения ВЛКСМ и Всесоюзной пионерской организации. Основным направлением деятельности журнала стали как популяризация актуальных направлений науки и техники, так и пропаганда классической и современной культуры и искусства.
У истоков журнала стоял видный популяризатор науки Каныш Сатпаев. Ряд его статей, посвящённых советскому Казахстану, был опубликован в первых выпусках. К 90-летию со дня рождения учёного в 1989 году был издан специальный выпуск.
С 1989 года журнал издаётся под современным названием «Зерде» («Интеллект»).
В настоящее время главным редактором журнала является А. М. Амангельдыев.